# Munnozia senecionidis
Munnozia senecionidis es una especie de planta de la familia Asteraceae, que se encuentra desde México hasta Bolivia, en altitudes comprendidas entre los 1050 y 3700 m.

## Descripción
Hierba rastrera o enredadera, de 2 hasta 7m. Tallos color castaño levemente rojizo, hexagonales. Hojas con pecíolos de 1,5 a 3,5 cm de largo; lámina de 5 16 cm de longitud por 1,5 a 10 cm de ancho, triangular-oblonga, lanuda por el envés. Inflorescencias terminales sobre el tallo principal y las ramas. capítulos de 15 a 40 mm por 10 a 25 mm. 32 a 42 flores marginales, con tubo de la corola de 4 a 6 mm de largo. 40 flores del disco amarillas, con tubo de 3 a 4,5 mm. Vilano formado por 40 setas de 1,4 a 6 mm de largo.